# Presidencia de Nicolas Sarkozy
La presidencia de Nicolas Sarkozy, candidato del partido derechista francés UMP, empezó el 16 de mayo de 2007, cuando ocurrió la transferencia oficial del poder en sus manos. Nicolas Sarkozy sucedió a Jacques Chirac y fue el sexto presidente de la Quinta República Francesa. Nombró a François Fillon como primer ministro.

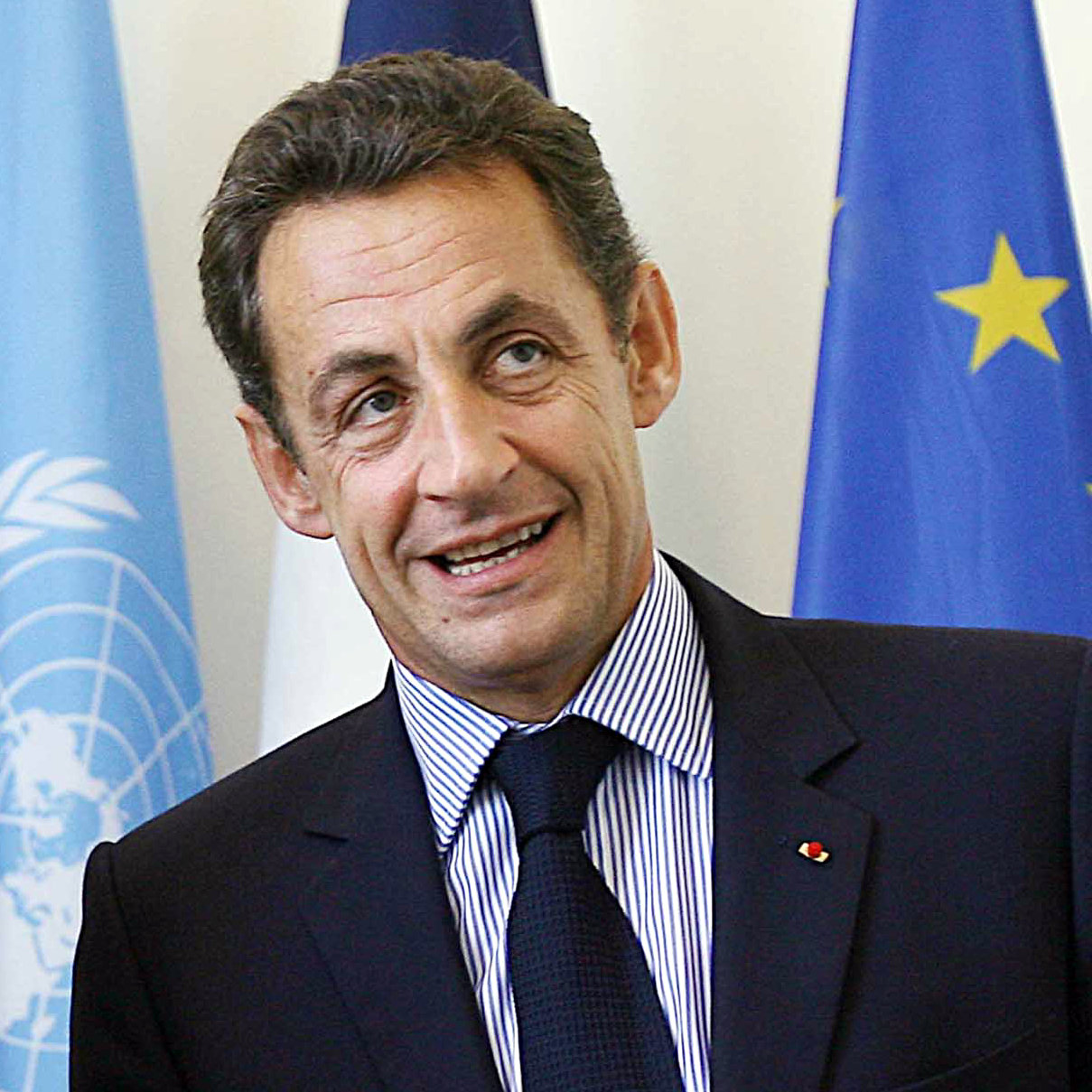
Nicolas Sarkozy

Los principales retos de su presidencia han sido la competitividad económica de Francia y su peso económico en el mundo, la tasa de desempleo crónico, y el poder adquisitivo de los matrimonios. Durante su campaña electoral, Sarkozy se presentó como el candidato del cambio y de la ruptura con las prácticas y las políticas pasadas, es decir la inmovilidad. Aunque Francia es una de las principales economías del mundo, el crecimiento ha sido tímido en los años precedentes y los resultados en materia de ingresos también fueron matizados. Desde los comienzos de los años 2000, el crecimiento francés se ha mantenido por debajo de la media europea, la competitividad se ha deteriorado y el desempleo ha aumentado. La problemática del desempleo había sido un tema imprescindible de campaña electoral. Sarkozy presentó en 2007 un programa económico ambicioso, al anunciar que quería reducir los impuestos y hacer más flexible el mercado de trabajo (subsidios reducidos y más difíciles de obtener para los desempleados que se nieguen a aceptar más de un ofrecimiento de empleo, flexibilización de la semana laboral de 35 horas, eliminación de las contribuciones impuestas en horas extras de trabajo). El proyecto de esas políticas era aumentar la productividad y los salarios.
Sarkozy ha gozado de un poder presidencial muy fuerte, y ha utilizado su mayoría legislativa para promover cambios económicos y mayores reformas. Durante su campaña, trató de encarnar la ruptura comparativamente al gobierno anterior y a la clase política francesa en general, y no dejó de afirmar que quería reformar en profundidad el país para modernizarlo, con la temática repetitiva de la "ruptura". Con su mayoría absoluta de escaños legislativos, Sarkozy se afirmó como uno de los líderes europeos con más legitimidad y peso político. Sin embargo, su estilo muy dinámico y sus reformas acarrearon varias polémicas. Los partidos opositores y los sindicatos se opusieron a muchas de sus reformas con repetitivas huelgas y movilizaciones callejeras, pese a que esas reformas eran apoyadas por la mayoría de los legisladores. La estrategia de Sarkozy de promover los cambios en un solo impulso en lugar de hacerlo por etapas produjo muchos adversarios y un descontento popular. Impuso un estilo peculiar de ejercer el poder, más involucrado en cuestiones de gobierno que sus antecesores, y mostró su dinamismo, lo que llevó al diario Le Monde a apodarlo "hiperpresidente", una palabra utilizada después por los medios franceses para criticar su manera de gobernar y su omnipresencia en todos los asuntos. Ha adoptado un estilo muy similar en el escenario internacional, con nuevas propuestas y un dinamismo ilimitado.

## Elecciones

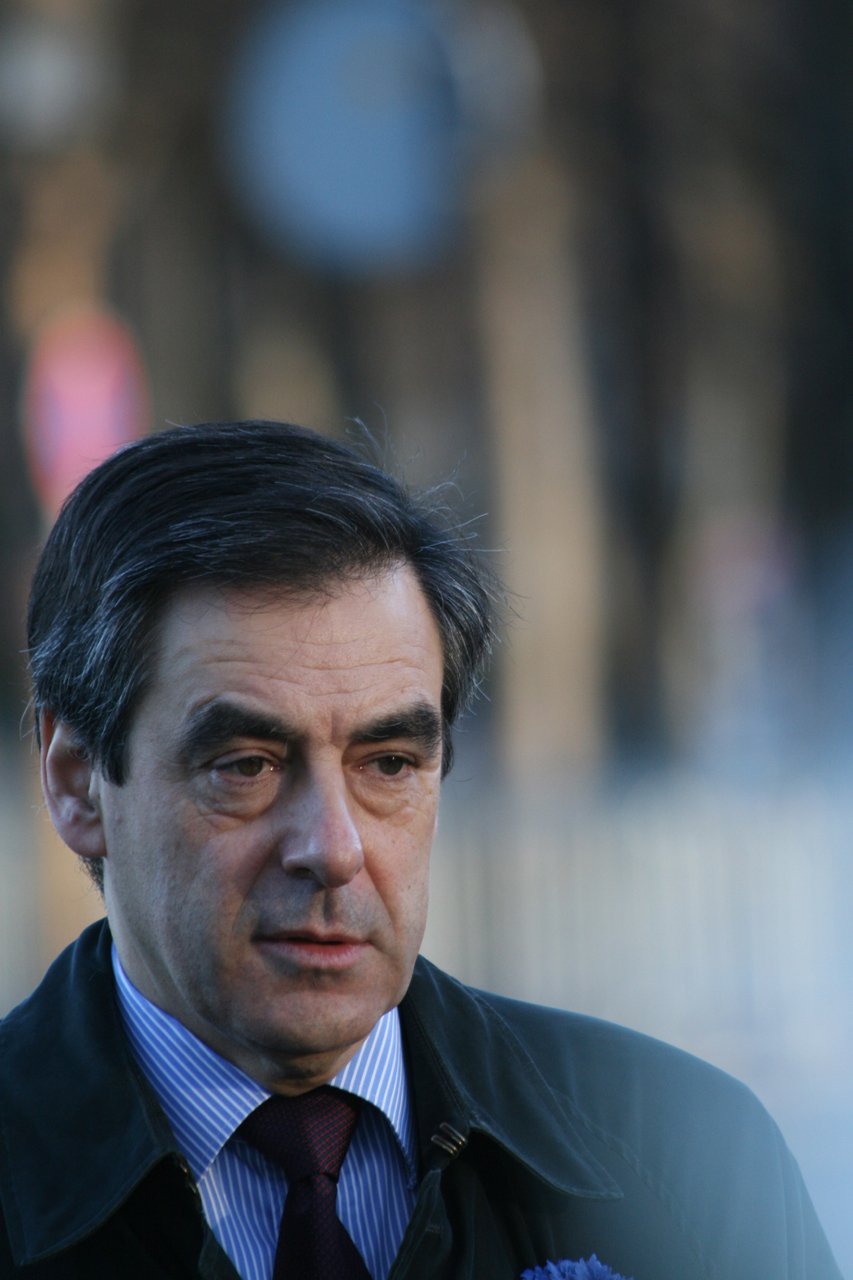
François Fillon, el primer ministro.

Nicolas Sarkozy venció a la socialista Ségolène Royal en la segunda vuelta de las elecciones presidenciales, el 6 de mayo. Ganó las elecciones con el 53% de los votos y con una participación masiva por parte del electorado.
El saliente presidente Jacques Chirac entregó el poder a su sucesor el 11 de mayo de 2007, durante una ceremonia en el Palacio del Elíseo en París. Unos días antes, Chirac se despidió de la nación en una alocución televisada después de doce años en el poder. También lo entregó los códigos secretos de lanzamiento del arsenal nuclear, que solo el presidente de la República tiene.
El 16 de mayo fue la ceremonia oficial de la transferencia. Sarkozy asumió su cargo en el Palacio del Elíseo. Pocas horas después viajó a Berlín a reunirse con la canciller alemana Angela Merkel, cuyo país es un aliado importante de Francia y que en ese momento ejercía la Presidencia alemana del Consejo de la Unión Europea.
El 17 de mayo François Fillon, que había dirigido la campaña electoral del candidato UMP, fue designado primer ministro. El día después, nombró los miembros de su gobierno, con solo 15 personas, la mitad que el de su predecesor, y compuesto por casi la misma cantidad de mujeres que de hombres. Bernard Kouchner, un socialista, y fundador de la organización humanitaria Médicos Sin Fronteras fue nombrado ministro de las Relaciones Exteriores. El equipo también incluyó Alain Juppé, que fue primer ministro entre 1995 y 1997; fue nombrado en el Ministerio del Medio Ambiente, un ministerio creado por el presidente. Jean-Louis Borloo tiene el ministerio de la Economía y del Empleo. Rachida Dati, que es de origen marroquíes, tuvo el ministerio de la Justicia. Hervé Morin está al frente de la defensa, Xavier Bertrand y Jean-Louis Borloo se encargan de la economía y del empleo. Así los principales miembros del gobiernos fueron:
- Relaciones Exteriores: Bernard Kouchner (socialista)
- Medio Ambiente (nuevo ministerio): Alain Juppé
- Economía y el Empleo: Jean-Louis Borloo
- Justicia: Rachida Dati
- Inmigración e Identidad Nacional (nuevo ministerio): Brice Hortefeux

### Elecciones legislativas
Las elecciones legislativas se celebraron dos semanas después de las elecciones presidenciales. De hecho, con la reforma constitucional de 2001, el mandato presidencial ya no fue de siete años sino de cinco años, lo igual del mandato de los diputados. Así Las elecciones presidenciales y legislativas coincidan desde esta reforma.
Estas elecciones debían dar al presidente un amplio poder para transformar el país. Se había previsto que habría una clara mayoría para el partido de Sarkozy, la UMP. En la primera vuelta, celebrada el domingo 10 de junio, la UMP reunió en total 39,54% de los votos y obtuvo directamente 109 escaños con candidatos que superaron la mayoría absoluta de votos. El Partido Socialista pudo asegurar un solo escaño y quedó 15% debajo de la UMP en esa primera votación (24,76% de los votos). Hubo una abstención récord cercana a 40% de los votantes.
Sin embargo, los socialistas advirtieron sobre el riesgo de que una misma fuerza política domine los poderes y apelaron a que el pueblo francés no le dé demasiado poder al presidente. Al contrario Sarkozy les pide a los votantes que le den a su partido una mayoría sustancial que le permita llevar a cabo las reformas económicas que prometió durante su campaña presidencial. La segunda vuelta se celebró el 17 de junio: la UMP obtuvo 314 de los 577 asientos de la Asamblea Nacional, el Partido Socialista obtuvo 185 escaños. Así, la victoria abrumadora que habían previsto la derecha no se cumplió, porque la oposición no fue tan mal como se esperaba. Sin embargo, la mayoría gobernante conserve el poder, lo que no ocurrió desde hace 1978, y los resultados permiten a Sarkozy gobernar libremente e imponer su anunciado programa de cambios en el país, pero con posibles obstáculos para gobernar virtualmente sin oposición hasta el año 2012.
De hecho, esta victoria limitada pareció un mensaje de parte de los electores, porque permite a la oposición de izquierda complicar las cosas y jugar un papel significativo, y porque Sarkozy había pedido una amplia mayoría legislativa para reformar el país. Al conocerse los resultados de las elecciones, los socialistas expresaron su satisfacción. La primera víctima de esta elección fue el número dos del gobierno, el ex primer ministro Alain Juppé, que anunció su renuncia al cargo de ministro de Ecología tras ser derrotado como candidato a diputado por una socialista. Alain Juppé fue reemplazado por Jean-Louis Borloo como ministro. Christine Lagarde es ministra de Economía y Empleo.

## Primeras acciones internacionales

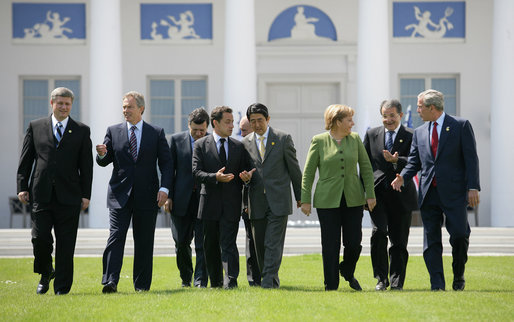
Nicolas Sarkozy durante la 33.ª Cumbre del G8 en Alemania con otros mandatarios, su primera cumbre internacional.

Bajo la presidencia de Sarkozy, Francia ha seguido siendo un actor clave en La Unión Europea. Para destrabar el tema de la Constitución, Sarkozy presentó en el parlamento un proyecto de tratado constitucional que le permito evitar otro referéndum sobre el tema. También Sarkozy fue el Presidente del Consejo Europeo entre julio y diciembre de 2008. Sin embargo, ha hecho desencuentros en temas como el de Turquía, porque Sarkozy se opuso al acceso de Turquía a la Unión Europea. En política exterior, las relaciones de Sarkozy con Estados Unidos han sido más amistosas de lo que fueron con Jacques Chirac, quien hubo problemas debido a la guerra de Irak.
Negociaciones con las FARC 

En su primer discurso pronunciado pocos momentos después del anuncio de su victoria en las elecciones se 5 de mayo de 2007, Nicolas Sarkozy hizo referencia a Íngrid Betancourt, mantenida secuestrada por la guerrilla izquierdista Fuerzas Armadas Revolucionarias de Colombia (FARC) desde 2002. Además de ser colombiana, Betencourt tiene la nacionalidad francesa. Sarkozy prometió hacer todos los esfuerzos para conseguir su liberación. Anunció pocos días después que se opondría a cualquier operación militar en Colombia que ponga en riesgo la vida de la rehén francesa. De hecho, el presidente colombiano Álvaro Uribe había ordenado al ejército que renueve los esfuerzos para liberar a Betancourt, así Sarkozy presionó a Colombia para que lleve a cabo negociaciones con las FARC. El ministro de Exteriores francés Bernard Kouchner declaró "Nos oponemos a cualquier acción militar que pueda poner en peligro la vida de los rehenes". Álvaro Uribe aceptó liberar al líder de las FARC Rodrigo Granda a petición de Sarkozy a cambio de la liberación de rehenes. En septiembre de 2007, Nicolas Sarkozy se reunió con Álvaro Uribe en la Asamblea General de la ONU para debatir los esfuerzos por llegar a un acuerdo humanitario con los FARC.
 El nuevo tratado europeo 

El 16 de mayo en Berlín, durante su primer discurso oficial como presidente, Nicolas Sarkozy pidió medidas urgentes para sacar a la Unión Europea de su parálisis constitucional. Dijo que Alemania y Francia, unidas con una relación histórica, debían trabajar para resolver la crisis constitucional de la UE. Sarkozy dijo que quiere un tratado simplificado que se ratifique en el parlamento francés tan pronto como sea posible. De hecho, los votantes franceses (y holandeses) rechazaron el tratado constitucional en un referéndum en 2005.
Pocos días después en Bruselas, apoyó una Constitución de la Unión Europea simplificada, y dijo que "el tratado simplificado es la única solución posible. Es evidente que este tratado simplificado no puede ser una nueva Constitución, a la que los franceses dijeron no".
El 23 de junio de 2007 los líderes del Consejo Europeo reunidos en Bruselas alcanzaron un acuerdo para la reforma institucional.

### Relaciones con EE. UU.

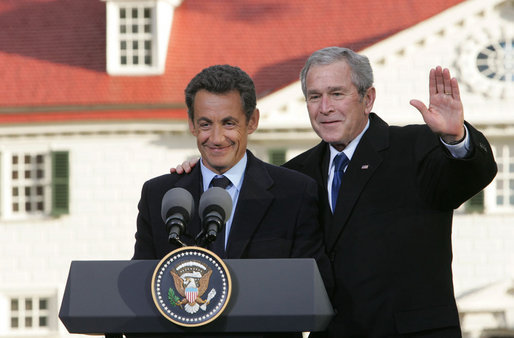
Sarkozy se acercó a Estados Unidos. Aquí en noviembre de 2007 con George W. Bush.

Durante su campana electoral, Sarkozy prometió mejorar las relaciones con Estados Unidos. De hecho, la oposición de Jacques Chirac a la guerra de Irak en 2003 había producido una distanciamiento en las relaciones franco-estadounidenses. También había sido desacuerdos sobre el comercio internacional y el cambio climático. Sarkozy ha dejado en claro que adoptaría una postura más favorable hacia Estados Unidos y que Georges Bush podía contar con su amistad. En agosto de 2007, el presidente de Estados Unidos George Bush acogió a Nicolas Sarkozy en su residencia en Maine, con un almuerzo informal. Nicolas Sarkozy se encontraba de vacaciones en la localidad cercana de Nuevo Hampshire.

## Primeras reformas
Los principales retos que debió afrontar Nicolas Sarkozy estaban el desempleo y la cohesión social. En su discurso de toma de posesión del cargo, Sarkozy señaló que Francia necesitaba "asumir riesgos y seguir iniciativas". También dijo que el país necesitaba "rehabilitar los valores del trabajo, el esfuerzo, el mérito y el respeto", así como derrotar la intolerancia. Uno de los puntos principales de su campaña fue la lucha contra la inmigración ilegal, además de la cuestión de la identidad nacional.
El gobierno mantuvo una sesión especial del Parlamento en julio de 2007 con el fin de iniciar sus primeras reformas políticas, que incluyen leyes inmigratorias más estrictas, más libertad para las universidades, normas laborales más flexibles, exoneraciones fiscales, y penas más severas contra el crimen, limitaciones de las políticas asistenciales, la obligatoriedad de un servicio mínimo de transportes en caso de huelgas. En el sector judicial, Nicolas Sarkozy se negó a perdonar colectivamente a prisioneros el Día de la Bastilla, un gesto tradicional del feriado del 14 de julio. Dijo no estaba de acuerdo con usar el perdón presidencial, porque lo había prometido durante su campaña presidencial. Las reformas económicas fueron votadas rápidamente, el gobierno impuso una flexibilización de las normas laborales y exoneraciones impositivas. Sin embargo, el Consejo Constitucional impuso su veto a la desgravación retroactiva en la renta de los intereses de créditos inmobiliarios, que estaba una promesa muy popular.
 Identidad nacional 
El 16 de mayo, durante la transferencia oficial del poder, Sarkozy anunció que su primera decisión sería hacer que en todas las escuelas se lea una carta escrita por Guy Môquet, un combatiente de la resistencia francesa durante la Segunda Guerra Mundial.
También Sarkozy impuso un mayor control de la inmigración, es decir más restricciones para los inmigrantes. Pocos meses después de su elección, en septiembre de 2007, la Asamblea votó una ley que hizo más difícil que los familiares de inmigrantes se reúnan con ellos en territorio francés, la llamada Ley sobre control de la inmigración, integración y asilo. La reforma exigía a los familiares de inmigrantes comprobar que tienen solvencia económica y pueden hablar francés, además de someterse a una prueba genética para determinar si realmente tienen derecho a entrar al país. Nicolás Sarkozy estableció cuotas de deportación, y se comprometió a repatriar a 25.000 inmigrantes ilegales aquel año. Sin embargo esta ley provocó una enorme polémica en el país, con críticas de parte de miembros del gobierno, de la prensa, y de organizaciones defensores de libertades civiles.
 Reformas sociales 
Nicolás Sarkozy anunció a empiezo de su mandato sus planes de reformar el sistema de seguridad social para modernizar la economía del país: según él el generoso sistema social francés es insostenible y es necesario poner en práctica un nuevo contrato social basado en el trabajo duro y la igualdad de oportunidades para todos. Anunció que estaba dispuesto a negociar con los sindicatos pero se mostró decidido a introducir los cambios. También criticó la semana laboral de 35 horas, señalando que su introducción ha sido una fuente de desempleo. También quería reducir los planes especiales que se le otorgan a ciertos empleados públicos, que les permiten una jubilación anticipada con beneficios completos: según el, ese trato especial era demasiado costoso para el sistema de seguridad social y estaba necesario alinearlo con los otros sectores.
Los sindicatos anunciaron medidas similares a las de 1995 y de 2003, cuando el anuncio de cambios de los planes especiales llevó a una serie de huelgas que paralizaron el país, provocando la caída del gobierno. Así los sindicatos del transporte calificaron los planes de inaceptables y convocaron a la huelga en octubre.
Al mismo tiempo, Nicolas Sarkozy anunció miles de recortes de empleos en la administración pública: en 2008 el gobierno no remplazaría a cerca de 22.700 funcionarios que se jubilarían. Esta medida estaba para recuperar márgenes financieras y reducir el déficit público.

## La popularidad declinante del gobierno
Mientras que tenía un apoyo total de la población francesa en los primeros meses de su mandato, a pesar de ser muy criticado por sus oponentes políticos, su popularidad a finales del año 2007. La resistencia del sector público a los cambios ha sido un obstáculo a las reformas, pero Sarkozy logró preservar su popularidad, aun cuando decidió mantener sus planes de reformas estructurales para devolver dinamismo a la economía francesa, lo que provocó una serie de conflictos sociales. Sin embargo, su estilo personal estaba lejos de ser consensual en la población francesa, y sobre todo, muchos franceses se quejaron de que las reformas prometidas para mejorar su calidad de vida fracasaron. De hecho, la mayor preocupación de la población, y el punto central de las reformas del gobierno estaba el poder adquisitivo, y eso no aumentó.

### Protestas del otoño de 2007

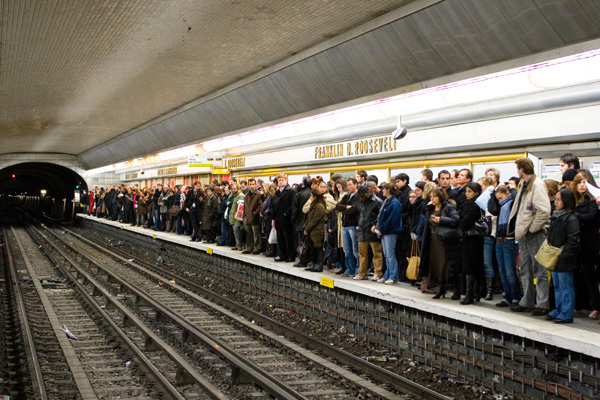
El país fue paralizado por una huelga general en noviembre de 2007.

El 18 de octubre, los sindicatos de trabajadores empezaron un paro de un día en protesta por la reforma de pensiones especiales, causando severas interrupciones en el sistema de transporte, especialmente en la red de ferrocarriles. También se organizaron manifestaciones callejeras. Al mismo tiempo los sindicatos de la compañía aérea privada Air France iniciaron una huelga en reclamo por mejoras en los salarios y las condiciones laborales.
El 13 de noviembre, los sindicatos organizaron una nueva huelga en los ferrocarriles por tiempo indefinido. Un día después, los trabajadores de las empresas estatales de gas y electricidad se unieron a la protesta, y por fin los trabajadores de las empresas de transporte público de París. Sin embargo, Sarkozy se negó a detener las reformas, diciendo que las medidas son necesarias para restablecer el orden en las finanzas estatales de Francia. También los estudiantes organizaron manifestaciones y bloqueos para rechazar la ampliación de la autonomía de financiamiento para las universidades. Una semana después de los comienzos de la huelga, trabajadores del correo, maestros y profesores, controladores aéreos, jueces y personal de hospitales se unieron para protestar contra los planes del gobierno de reducir empleos en sus sectores.
De hecho, la ola de descontento comenzó en protesta por las reformas al sistema de pensiones anunciadas por el gobierno, pero muchos de los que se unieron también se oponían a los planes de no reemplazar a la mitad de los empleados públicos cuando éstos se jubilen. Por su parte, los estudiantes protestaron en contra de una ley que garantizaba más autonomía a las universidades en la búsqueda de financiamiento, porque consideraron que implicaría un menor compromiso financiero del gobierno con las universidades. Sin embargo, se abrieron negociaciones formales para poner fin a las huelgas, después de dos semanas de paralización, y a pesar de sabotajes ferrocarriles. Los resultados de las negociaciones fueron aumentos salariales y esquemas de suplemento a las pensiones, pero los planes del gobierno fueron mantenidos.
 Imagen del presidente 

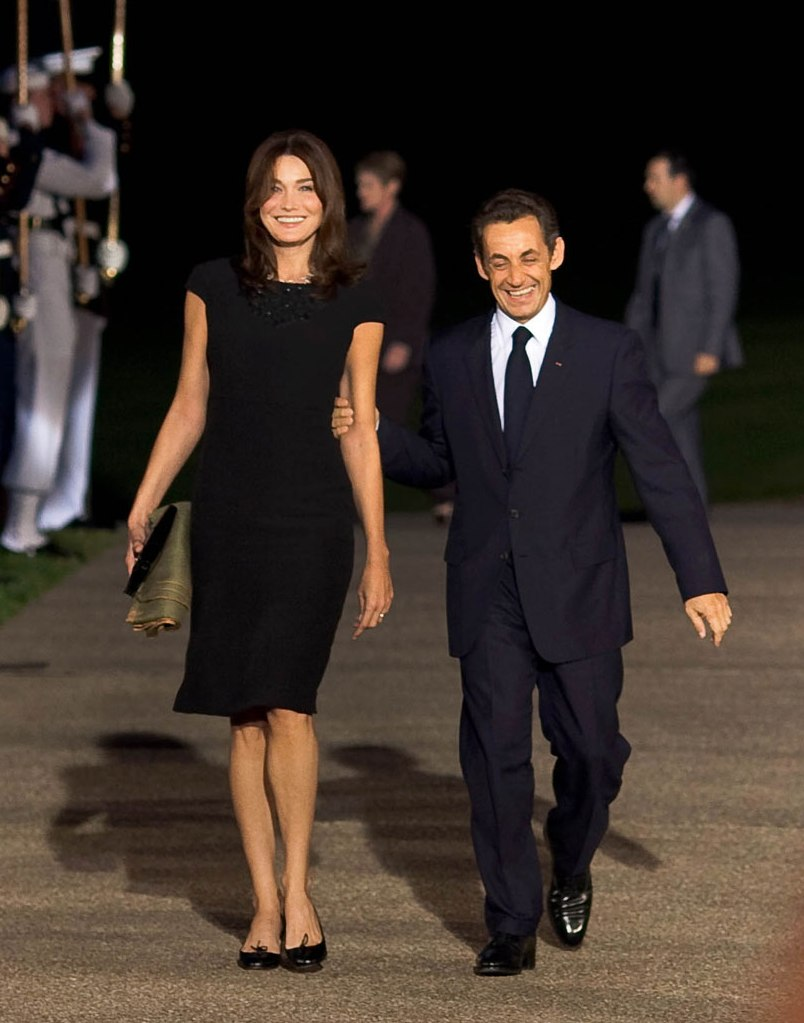
Sarkozy fue criticado por exhibir su pasión romántica

La popularidad de Nicolas Sarkozy se deterioró en parte porque sus amistades con los ricos y sus vacaciones lujosas provocaron polémicas. Tras ganar las presidenciales francesas, Sarkozy decidió tomarse unos días para descansar, y por eso aceptó la invitación de un empresario, el dirigente del grupo Bolloré, para viajar a Malta en un yate, propiedad de dicho empresario. La decisión de Sarkozy de pasar sus primeras vacaciones como presidente en Estados Unidos, despertó algunos comentarios negativos en su país.
También rumores sobre el presidente Sarkozy y su novia Carla Bruni perjudicaron su imagen. Sarkozy había anunciado su divorcio el 18 de octubre, y siempre se había negado a hablar en público sobre su vida privada. En las semanas previas al anuncio hubo fuertes rumores sobre el estado de la relación y la posibilidad de un divorcio. A finales de 2007 y a comienzos del año 2008, durante varias semanas, el romance entre el dirigente y la modelo ha sido objeto de titulares en Francia. La popularidad del presidente sufrió una caída de varios puntos según varias encuestas de opinión, un declive atribuido a la excesiva exposición en los medios de su vida privada. En efecto, Sarkozy dijo en la prensa que él y su novia esperaban romper con una tradición de hipocresía, haciendo pública su relación. Además, muchos franceses vieron su romance con Bruni como un elemento de distracción de su trabajo como presidente, aunque Sarkozy se negó haber utilizado su relación con Bruni para distraer la atención de los medios sobre asuntos más importantes para el país, como las dificultades económicas.
 Elecciones municipales

Se celebraron elecciones regionales los 9 y 16 de marzo de 2008. El partido del presidente, la Unión por un Movimiento Popular, sufrió un fuerte revés en la segunda vuelta de los comicios, mientras que el Partido Socialista ganó alcaldías de importantes ciudades como Toulouse y Estrasburgo donde gobernaba la derecha y se mantuvo al poder en París y Lyon. Ese resultado mostró el descontento de los votantes con la gestión de Sarkozy. En la primera vuelta de estos comicios, los socialistas ganaron con el 47,5% de los votos frente al 44,4% del UMP.

### Protestas de mayo de 2008
Después de las elecciones municipales, el gobierno relanzó su programa de reformas. En mayo de 2008, trabajadores de la compañía nacional de ferrocarriles SNCF comenzaron una huelga contra el gobierno por sus planes para reformar el sistema de pensiones, y los sindicatos franceses organizaron manifestaciones para protestar. Otros trabajadores del sector público también se sumaron al paro. Durante el mismo mes hubo trabajadores portuarios bloquearon los puertos del país para protestar contra un proyecto de reformas y privatizaciones de los puertos. También hubo una protesta violenta de pescadores por el aumento de los precio del diésel, y por fin otra de estudiantes y profesores de liceos, contra los planes del gobierno de suprimir empleos en la enseñanza al reemplazar sólo la mitad de los funcionarios que se jubilen.

### Agosto de 2010: Desmantelamiento de asentamientos chabolistas
En agosto de 2010, obliga a desmantelar todos los campamentos ilegales de Francia, la mayoría de ellos, gitanos rumanos. A cambio recibirían una ayuda de 300€ por adulto y 100€ por niño. Esto produjo fuertes reacciones en contra, entre otros, de la comisaría de justicia europea Viviane Reding y del presidente de la Comisión Europea Durao Barroso. Sarkozy incluso llegó a asegurar que Angela Merkel haría lo propio en Alemania, lo cual fue negado por ella tajantemente. Un mes después la comisaría de Justicia renuncia expediantar al Gobierno francés.

## La presidencia europea
A partir del primero de julio, Francia heredo la presidencia semestral de la Unión Europea. Los principales retos de la UE estaban las consecuencias del referéndum irlandés que rechazó el Tratado de Lisboa y la crisis económica. Francia tenía un programa ambicioso, con acuerdos sobre inmigración y cambio climático (fomentar la eficiencia energética y el uso de las energías renovables), cooperación en temas de defensa y reforma agrícola. Sin embargo la prioridad quedaba el "No" en el referéndum sobre el Tratado de Lisboa en Irlanda, porque la UE no se podía expandir a menos de ser ratificado por todos. Otro problema estaba el alza en el precio del petróleo. Por fin Francia logró un acuerdo, el llamado Paquete Energía Clima, para reducir 20% las emisiones de gases contaminantes hacia el año 2020.
 Inmigración 

La primera propuesta de Francia fue imponer un Pacto europeo de inmigración que ella misma había promovido, con medidas como prohibir las regularizaciones masivas o instaurar un contrato en el que los inmigrantes de comprometan a aprender la lengua del país de destino y a respetar sus valores. El plan incluía la prohibición de regularizaciones masivas de extranjeros sin papeles y el aumento de los controles fronterizos para evitar la llegada de inmigrantes indocumentados. Otro objetivo estaba expandir al resto de Europa la política francesa de inmigración elegida, para atraer a inmigrantes calificados en función de las necesidades de cada nación y evitar la llegada de inmigrantes no calificados. También el plan estableció una política común de asilo en los 27 países para acoger refugiados. Aunque no es un documento que obligue a los países, el pacto establece principios comunes en materia migratoria.

### La guerra Georgia-Rusia

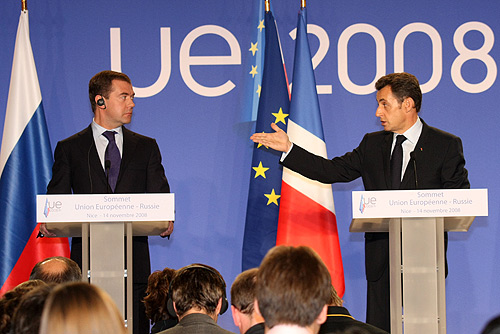
Sarkozy con Medvédev el 14 de noviembre de 2008.

Durante el conflicto entre Georgie y Rusia que estalló en agosto, Nicolas Sarkozy participó activamente de los esfuerzos diplomáticos para lograr un cese el fuego. Llegó a Moscú para presentarle al presidente ruso Dmitri Medvédev un plan de paz que propuso al Consejo de Seguridad de la ONU. El texto incluyaba un llamado al cese inmediato de las hostilidades, el repliegue de todas las fuerzas a las posiciones anteriores al inicio de la guerra, el respeto de la soberanía y la integridad de Georgia, y una iniciativa internacional para hallar una solución pacífica al conflicto. También viajó a Georgia para dialogar con Mijaíl Saakashvili. Rusia y Georgia aceptaron esta propuesta europea para solucionar el conflicto.

### La cooperación europea contra la crisis
En septiembre de 2008, a causa de la crisis financiera global, los bancos belgo-holandés Fortis y el franco-belga Dexia, al borde de la quiebra, tuvieron que ser nacionalizados parcialmente por los gobiernos.
A comienzos del mes de octubre, en medio de la crisis de liquidez en los mercados financieros y de la crisis bursátil mundial, Sarkozy convocó a los líderes de Alemania, Italia y el Reino Unido en un mini-cumbre en París para coordinar la ayuda a los bancos y reformar la regulación contable, antes de la reunión de ministros de Finanzas del G8 en Washington. Francia propuso crear un fondo europeo de rescate bancario, pero Alemania y el Reino Unido se opusieron a la propuesta. Sin embargo, acordaron trabajar en conjunto para hacer frente a la crisis financiera aunque sin crear un fondo de rescate bancario. También se comprometieron a sancionar a los directivos responsables de las empresas en quiebra.
Días después, los líderes de los 15 países de la zona euro se reúnieron en París, y acordaron un plan de acción contra la crisis financiera. El plan previa que los estados recapitalizaran instituciones en riesgo y garantizaran préstamos interbancarios. Por fin, los líderes europeos se reunieron tres días después en Bruselas. Llamaron para que haya una supervisión más estricta del sistema financiero internacional y aprobaron un plan de rescate financiero. Sarkozy sugirió que se restringieran severamente los hedge funds y los paraísos fiscales.
Rápidamente, la crisis financiera afectó la economía real, y la eurozona entró en recesión en el tercer trimestre de 2008. Así, en diciembre, después del plan de rescate para los mercados financieros y el sector bancario, la Comisión Europea hizo público un plan de rescate de la economía que representaba el 1,5% del PIB de la UE. El plan fue aprobado por los Estados miembros de la Unión Europea, a pesar de las reticiencias de Angela Merkel.

## Política exterior

### Relaciones transatlánticas

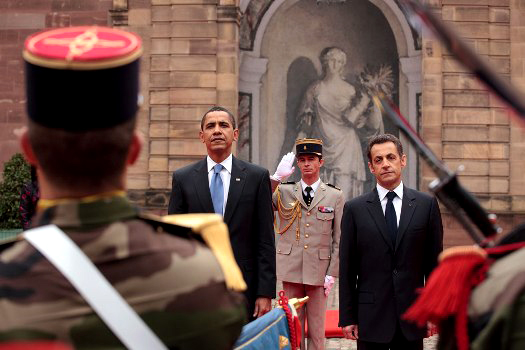
Sarkozy y Obama durante la cumbre de Estrasburgo en abril de 2009.

En diciembre de 2007, Nicolas Sarkozy respaldó la proposición de George Bush para enviar más medios en Afganistán. Llegó al Reino Unido en marzo de 2008 para reactivar las relaciones con el país, porque Tony Blair y Jacques Chirac habían sido en conflicto por la guerra de Irak. Ofreció poner de nuevo a Francia en la estructura militar de la Organización del Tratado del Atlántico Norte (OTAN), de la cual el General de Gaulle se había retirado en 1966 en protesta por la preponderancia de los comandantes estadounidenses. Pero exigió a cambio puestos de comando para los oficiales franceses y también aceptación estadounidense de una capacidad independiente de defensa europea. También dijo que estaba dispuesto a enviar más tropas a Afganistán para apoyar la misión de la OTAN. Días después, durante la cumbre de la OTAN en Bucarest, anunció que al término de la presidencia de Francia de la UE habría concluido el proceso de regreso, y prometió que enviaría tropas a Afganistán.
El presidente confirmó oficialmente el regreso de su país al OTAN en marzo de 2009. El argumento de Sarkozy era que con el retorno al comando militar de la OTAN, Francia sería más influyente en el escenario internacional y al mismo tiempo le quedaría su independencia con la disuasión nuclear. Sin embargo, la oposición socialista en Francia y otros críticos denunciaron el riesgo de depender más de Estados Unidos, criticaron también la ideología atlanticista del presidente. La Asamblea Nacional francesa respaldó la decisión. Esa se formalizó con la cumbre de la OTAN de abril de 2009 para celebrar los 60 años de la organización, cubre que se celebró en la ciudad francesa de Estrasburgo con la presencia de Sarkozy.

### Relaciones con China
En noviembre de 2007, Sarkozy realizó una visita oficial a China y expresó su deseo de incrementar la cooperación bilateral entre los dos países cuando se reunió con Hu Jintao. Grandes compañías francesas que lo acompañaban, en particular Areva y Airbus, firmaron acuerdos comerciales por unos treinta mil millones euros.
Sin embargo, a comienzos de 2008, hubo un creciente descontento de los franceses con la situación de los derechos humanos en China, en particular con la represión en Tíbet. La organización francesa Reporteros Sin Fronteras, que defiende la libertad de expresión, propuso que jefes de Estado y de gobierno eviten asistir a la apertura de los juegos. Así Nicolas Sarkozy anunció la posibilidad de que Francia participe de un boicot a la ceremonia inaugural de los Juegos Olímpicos de Pekín, debido a la reacción de China durante las manifestaciones de independentistas tibetanos. Reclamó un diálogo entre China y el dalái lama y advirtió de que su decisión dependería de la reacción de las autoridades chinas. También el ministro de Exteriores Bernard Kouchner criticó la represión en Tíbet.
Por fin manifestantes interrumpieron el paso de la llama olímpica en París en abril de 2008: a pesar de que policías protegían los portadores de la antorcha, tras varios incidentes con grupos de manifestantes, incluso con militantes del partido ecologista Les Verts, el recorrido fue abreviado. En los días siguientes, protestas antifrancesas fueron organizadas en China, con incitaciones a boicotear los productos franceses. Al mismo tiempo, el dalái lama fue nombrado ciudadano honorario de la ciudad de París, en medio de una violenta campaña anti-Dalái lama en China.
Sin embargo, unas semanas antes del empiezo de los Juegos Olímpicos, Sarkozy confirmó que asistirá a la ceremonia de apertura el 8 de agosto.

### Relaciones con la Santa Sede
En septiembre de 2008, el papa Benedicto XVI hizo una visita de cuatro días a Francia, de acuerdo con su proyecto de reanimar el catolicismo en Europa. Se reunió con el presidente en el Palacio del Elíseo. Benedicto XVI respaldó explícitamente el concepto de laicismo positivo de Sarkozy que supone replantear la relación entre el Estado francés y las religiones. En efecto, Sarkozy había anunciado que quería promover el rol de la religión en la sociedad y flexibilizar el laicismo, una tradición fuerte en el país, concretizada por una Ley de separación estricta entre Iglesia y Estado votada en 1905 y todavía en vigor. Luego Benedicto XVI visitó Nuestra Señora de Lourdes, donde hay un santuario con alto valor simbólico. Celebró una misa al aire libre en París y otra en el Santuario de Lourdes, con cada vez decenas de miles de personas presentes.

### La alianza estratégica con Brasil
A partir del 2009, Francia se acercó a Brasil. Los países aprovecharon de que 2009 fue elegido en Brasi como el año de Francia para realizar acuerdos de cooperación bilaterales. La estrategia francesa de priorizar su vínculo con Brasil en América Latina data de algunos años, pero fue reforzada durante la presidencia de Sarkozy.
En diciembre de 2008, Sarkozy llegó a Río de Janeiro para la segunda cumbre Unión Europea-Brasil pero también aprovechó para realizar una visita oficial bilateral. Fue el primer viaje del presidente a un país de América Latina, y el objetivo fundamental de la visita era tanto comercial como estratégico. De hecho Brasil y Francia firmaron un acuerdo para ayudar a Brasil en la construcción de un submarino nuclear, pero también Brasil es un potencial aliado para Francia, con la fortaleza creciente de Brasil en la escena global, tan económica como políticamente. Sarkozy también dijo que apoyaba el pedido de Brasil para convertirse en miembro permanente del Consejo de Seguridad de la ONU. También Lula y Sarkozy acordaron en la necesidad de una amplia reforma del sistema financiero internacional, en la lucha contra el cambio climático, y para concluir la Ronda de Doha de la OMC.

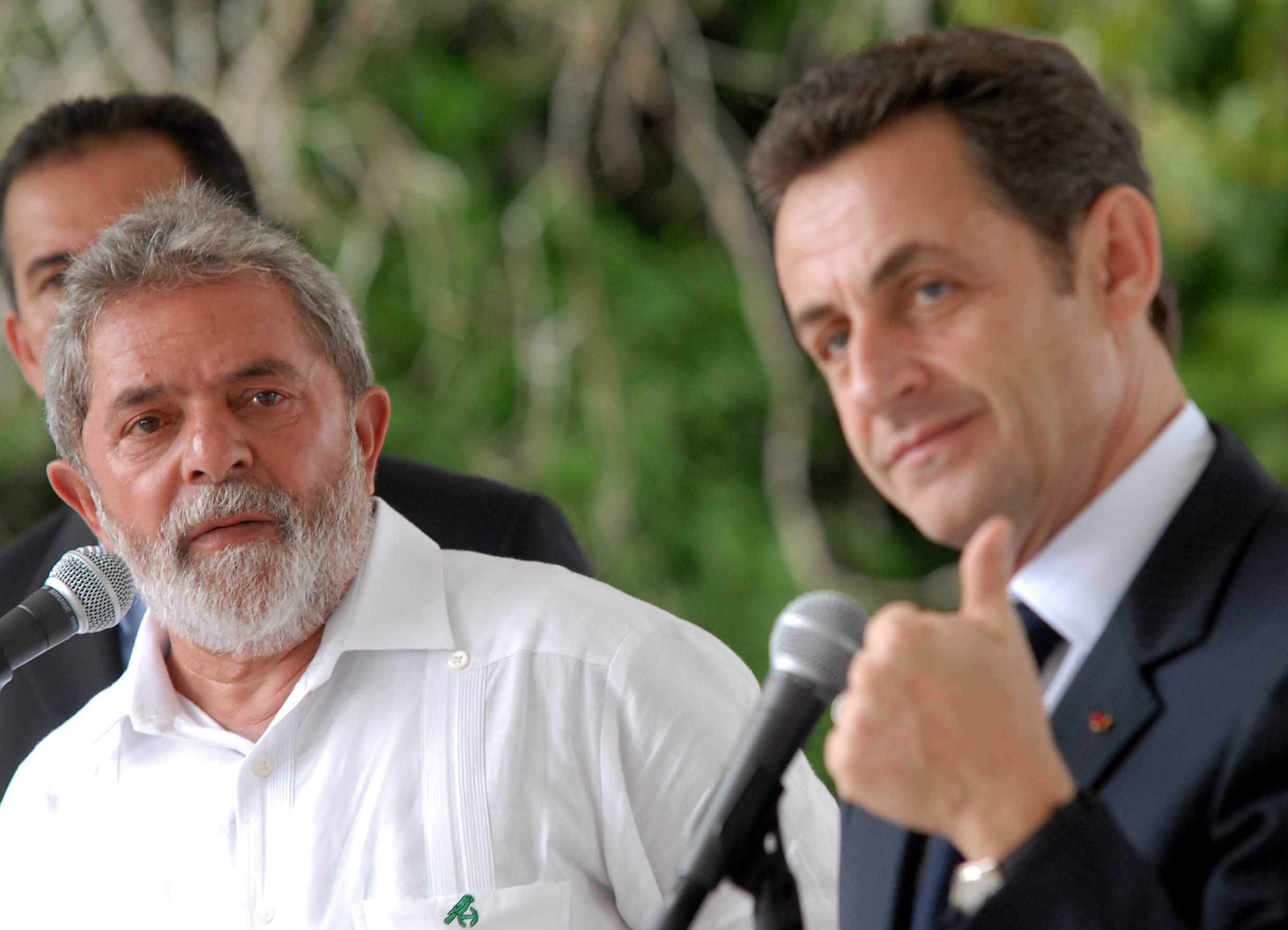
Francia se acercó a Brasil durante el mandato de Sarkozy.

En septiembre de 2009, el presidente llegó de nuevo a Brasil para una visita oficial, en fin de concluir la venta de 36 Rafales (aviones de combate construidos por la empresa francesa Dassault) para un programa de modernización de las fuerzas armadas. Sarkozy era invitado de honor a la fiesta nacional brasileña, y respaldó la aspiración de Brasil de tener más peso en organismos como el Fondo Monetario Internacional y el Banco Mundial.
En noviembre del año, Luiz Inácio Lula da Silva llegó a Francia para preparar un acuerdo común y presentarlo en la cumbre de Copenhague sobre cambio climático. Los dos presidentes onvinieron luchar juntos para reducir las emisiones de gases contaminantes de los países industrializados en un 50% para 2050. El objetivo era que los niveles de GEI de los dos países sean similares en 2050 a los de 1990. Pocos días después, en una Cumbre para defender el Amazonas, organizada por Brasil, Lula y Sarkozy coincidieron en que los países industrializados deberían asistir a los más pobres a combatir el cambio climático. Durante la cumbre de Copenhague sobre el clima, en diciembre, ambos líderes exhortaron a otros gobiernos involucrarse en la lucha contra el calentamiento global adoptando medidas más severas.

### La rebelión en Libia e intervención militar de Francia (2011)
Sorprendente fue el papel del gobierno de Sarkozy en la rebelión libia de 2011: en medio de confusos episodios, terminaron reconociendo al Consejo Nacional de Transición, opuesto al régimen de Muammar Gaddafi. El negociador principal por parte de los libios fue Mahmoud Jabril. Se considera que fue fundamental la influencia del filósofo Bernard-Henri Lévy, quien estuvo de visita en Bengasi.
Sarkozy fue uno de los aliados de EE. UU en la denominada Intervención militar en Libia de 2011 para derrocar el régimen de Muamar Gadafi la cual finalmente se logró.

## Visitas y reuniones oficiales notables (2007 - 2009)
- mayo de 2007: encuentro con Angela Merkel y con José Luis Zapatero
- julio de 2007: visita oficial en Argelia, Tunisia, Libia, Marruecos
- julio: acuerdos armamentísticos con Libia y desarrollo de un reactor nuclear para uso civil.[115]
- octubre de 2007: Rusia
- noviembre de 2007: visita de Sarkozy a China
- diciembre de 2007: Sarkozy a Afganistán,
- diciembre de 2007: en Vaticano
- diciembre de 2007: Sarkozy visita a Argelia y Egipcia.[116]
- enero de 2008: Saudí Arabia, Catar, EAU, India. EAU y Francia firmaron un acuerdo nuclear.
- marzo de 2008: la pareja presidencial en Reino Unido[117]
- junio de 2008: visita a Israel de la pareja presidencial[118]
- junio de 2008: conmemoración de los 65 años del Día D en Normandía con líderes de países aliados y veteranos.
- julio de 2008: cumbre en París para impulsar la Unión por el Mediterráneo, a la que asistieron 43 líderes de países de Europa, Medio Oriente y norte de África. Los presidentes de Siria y Líbano anunciaron que estaban preparados para establecer relaciones diplomáticas y abrir embajadas en sus respectivas capitales.[119] También los líderes israelíes y palestinos expresaron su optimismo sobre las posibilidades de paz en Medio Oriente.
- septiembre de 2008: visita de Hugo Chávez a París
- octubre de 2008: visita del primer ministro indio Manmohan Sing a París
- marzo de 2009: Sarkozy viaja a México.[120][121]
- noviembre de 2009: visita del primer ministro ruso Vladímir Putin a François Fillon.

### Propuestas francesas por la regulación del sistema financiero
Durante el periodo de la crisis, Francia insistió en que es necesaria una refundación del capitalismo e imponer nuevas reglas de contabilidad para reducir la especulación financiera, e hizo varias propuestas para un nuevo marco regulatorio para el sistema financiero internacional.
En octubre de 2008, Francia convocó una reunión que tuvo lugar en París. Francia y los representantes de países de la OCDE firmaron una petición pidiendo a la OCDE que tome medidas para poner fin a los paraísos fiscales que, según ellos, son en gran medida responsables por la crisis financiera. El ministro de Presupuesto de Francia Eric Woerth consideraba que los paraísos fiscales probablemente aceleraron la crisis. También llamó a poner límites al secreto bancario, e instó a la OCDE que prepare una lista negra de los paraísos fiscales.
 Las cumbres del G-20
Nicolas Sarkozy asistió en la Cumbre de Washington en noviembre de 2008, e hizo varias propuestas. Se comprometió en una refundación del capitalismo y a pedir cuentas a los responsables de la crisis. Llamó a cambiar las reglas de juego en el mundo financiero.
En la cumbre del G-20 de Londres, Francia apostó por una regulación financiera más firme. El acuerdo de la cumbre estipula controles más estrictos en el salario y los bonos de los banqueros, mayor regulación de los fondos de inversión y las agencias calificadoras y sanciones contra los paraísos fiscales. También Francia jugó un papel liderazgo en la propuesta de la Unión Europea de crear un organismo de control de los fondos alternativos de inversión, que busca una mayor regulación de los fondos de inversión y de otros fondos de inversión libre.
Francia llamó varias veces a implementar medidas más rigurosas al sistema financiero. Antes de la cumbre de Londres, lanzó un ultimátum a los países, al advertir que boicoteará la declaración final si ignora sus reclamos de un mayor control sobre las finanzas mundiales. La ministra francesa de Economía Christine Lagarde, advirtió que el presidente no firmaría ningún acuerdo del G20 si no hay compromisos concretos y si no se llegue a acuerdos sustanciales para que se endurezca la regulación del sistema financiero mundial. En particular pidió más control para los hedge funds, la remuneración de los directivos y las agencias.

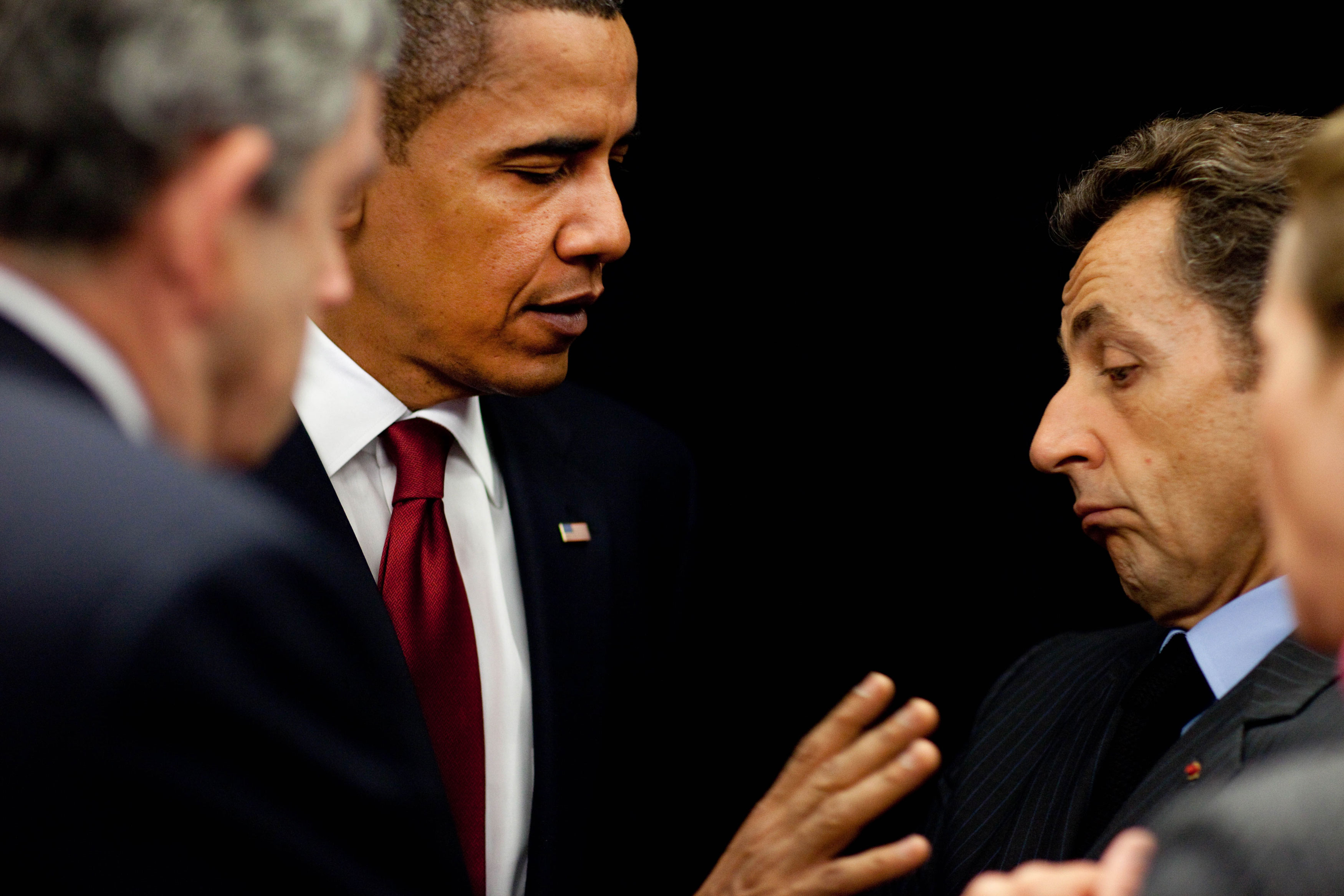
Sarkozy hablando con Barack Obama y Gordon Brown durante la cumbre de Pittsburgh.

Antes del cumbre del G-20 de Pittsburgh, Sarkozy dijo que presionaría para que se establezcan controles más rígidos sobre las bonificaciones a los banqueros. Francia y Alemania lanzaron una campaña para que las principales economías del mundo impongan límites a las bonificaciones de los banqueros. Francia tomó sus propias medidas, un esquema para que sus bancos difieran hasta tres años las primas a sus gerentes y empleados y que esas pagas se asignen en función del rendimiento. También el gobierno francés anunció un decreto que reduce las primas de los ejecutivos de empresas que fueron rescatadas y les prohíbe repartirse stock options hasta fines de 2010. Francia y Alemania reclamaron que los otros países adopten medidas similares.

## Consecuencias internas de la crisis
Aunque Francia fue uno de los últimos países desarrollados en entrar en recesión, el desempleo subió rápidamente, y la industria automotriz fue severamente afectada por la crisis. El presidente presentó en diciembre de 2008 un plan de reactivación para luchar contra la crisis, un paquete de ayuda de unos 26 mil millones de euros, orientado principalmente a la industria automotriz, el mercado inmobiliario y para estimular el consumo.
Las dificultades nacionales
Mientras que Alemania, Italia y el Reino Unido entraron muy temprano en la recesión, la economía francesa resistió unos meses, gracias a las medidas de estímulo económico anunciadas por el gobierno. Sin embargo, el desempleo y el número de empresas en quiebra aumentaron muy rápidamente. También la industria automotriz fue afectada por fuerte caída en las ventas, y los grupos franceses PSA Peugeot-Citroën y Renault anunciaron recortes masivos de puestos de trabajo.
En enero de 2008, una comisión económica liderada por Jacques Attali, la llamada Comisión por la liberación del crecimiento francés, había presentado una serie de medidas para ayudar el gobierno con el objetivo de estimular la economía. El presidente de la República había anunciado que su gobierno aceptaría e implementaría en su totalidad sus recomendaciones. El objetivo de las medidas estaba aumentar el crecimiento económico anual de un punto porcentual y reducir el desempleo al 5% y por fin bajar el número de personas bajo la línea de pobreza. Sin embargo, el gobierno no pudo aplicar las reformas inmediatamente a causa de la crisis económica. Sin embargo, mantuvo las reformas ya adoptadas.
Francia se convirtió, junto a Alemania, en uno de los primeros países europeos en salir de la recesión. En noviembre de 2009, los 16 países de la eurozona salieron oficialmente la recesión, al crecer durante el tercer trimestre del año.
Planes gubernamentales

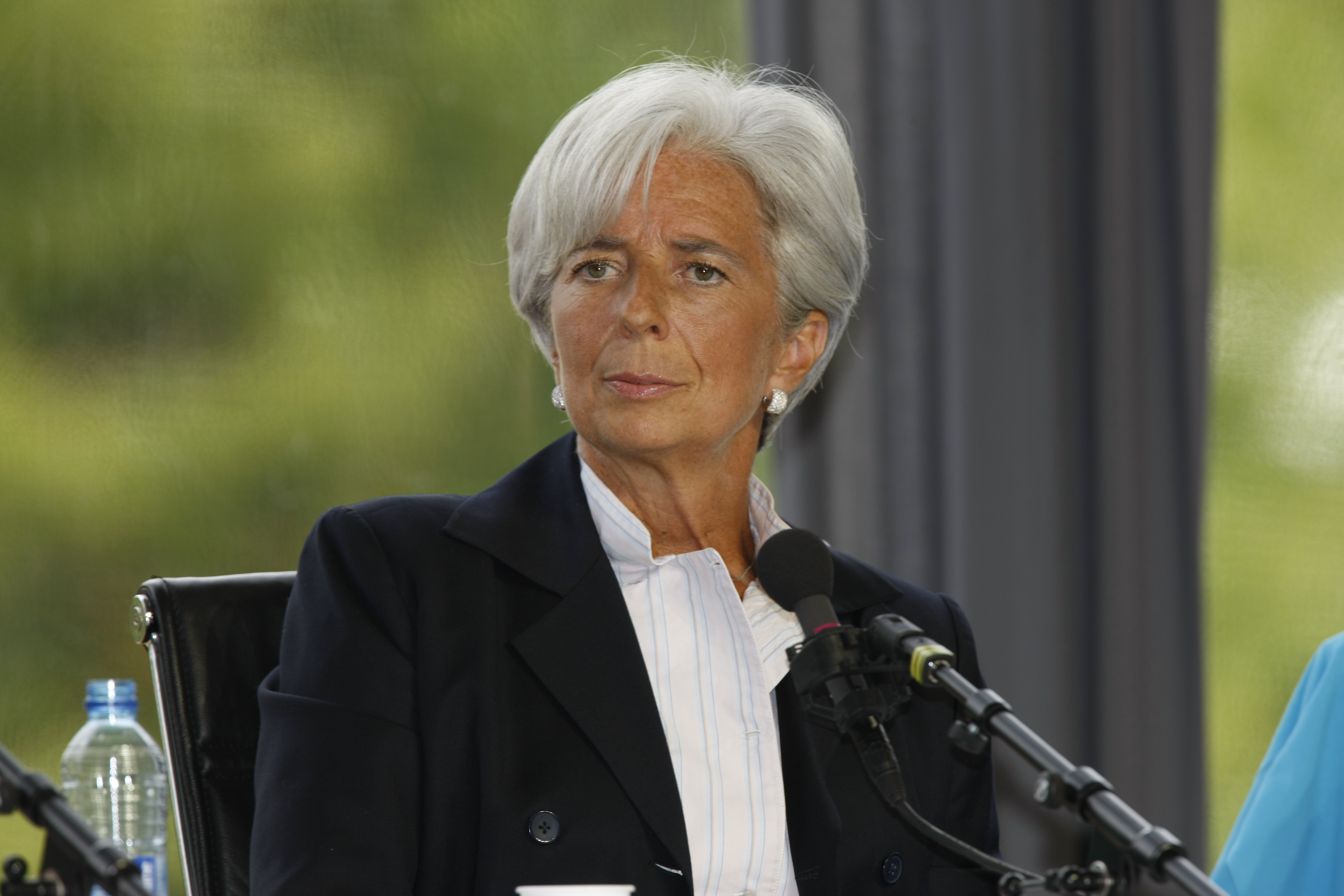
La ministra de Economía de Francia, Christine Lagarde

El gobierno puso en marcha un plan de rescate del sector financiero, un paquete que garantizaba los préstamos interbancarios y posibilitaba la intervención estatal en las entidades con problemas de liquidez, a fin de sortear la crisis de confianza y un posible colapso del sistema bancario. El monto de este plan estaba unos 320 mil millones de euros en garantías para los préstamos interbancarios, y un fondo para tomar participaciones en las compañías.
A principios de diciembre de 2008, el primer ministro anunció un plan de reactivación de la economía. El plan incluyó ayudas a la industria automotriz, incluso un aporte de mil euros para las personas que cambien sus autos por modelos nuevos y menos contaminantes. También incluyaba un paquete de unos 22 mil millones de euros para respaldar a las pequeñas y medianas empresas. Por fin el gobierno anunció algunas medidas para estimular el consumo entre las familias de menores ingresos.
A comienzos de 2009, el gobierno anunció un préstamo de 6,5 mil millones de euros para las empresas automotrices francesas Renault, Peugeot, y Citroën. También la filial Renault Trucks, propiedad de la sueca AB Volvo, recibió ayudas. Son préstamos de cinco años que el gobierno concedió a cambio de la promesa de las empresas de mantener abiertas sus fábricas en Francia durante ese período. Sin embargo, hubo dudas sobre el respeto de Francia de las reglas de libre competencia en Europa y los principios del libre cambio.

### Protestas contra la crisis
Los sindicatos franceses organizaron tres huelgas generales en los primeros meses de 2009 a causa de la crisis económica. Millones de trabajadores, tanto del sector privado como del público, protestaron contra lo que consideran una inadecuada respuesta del gobierno a la crisis.
Las huelgas generales

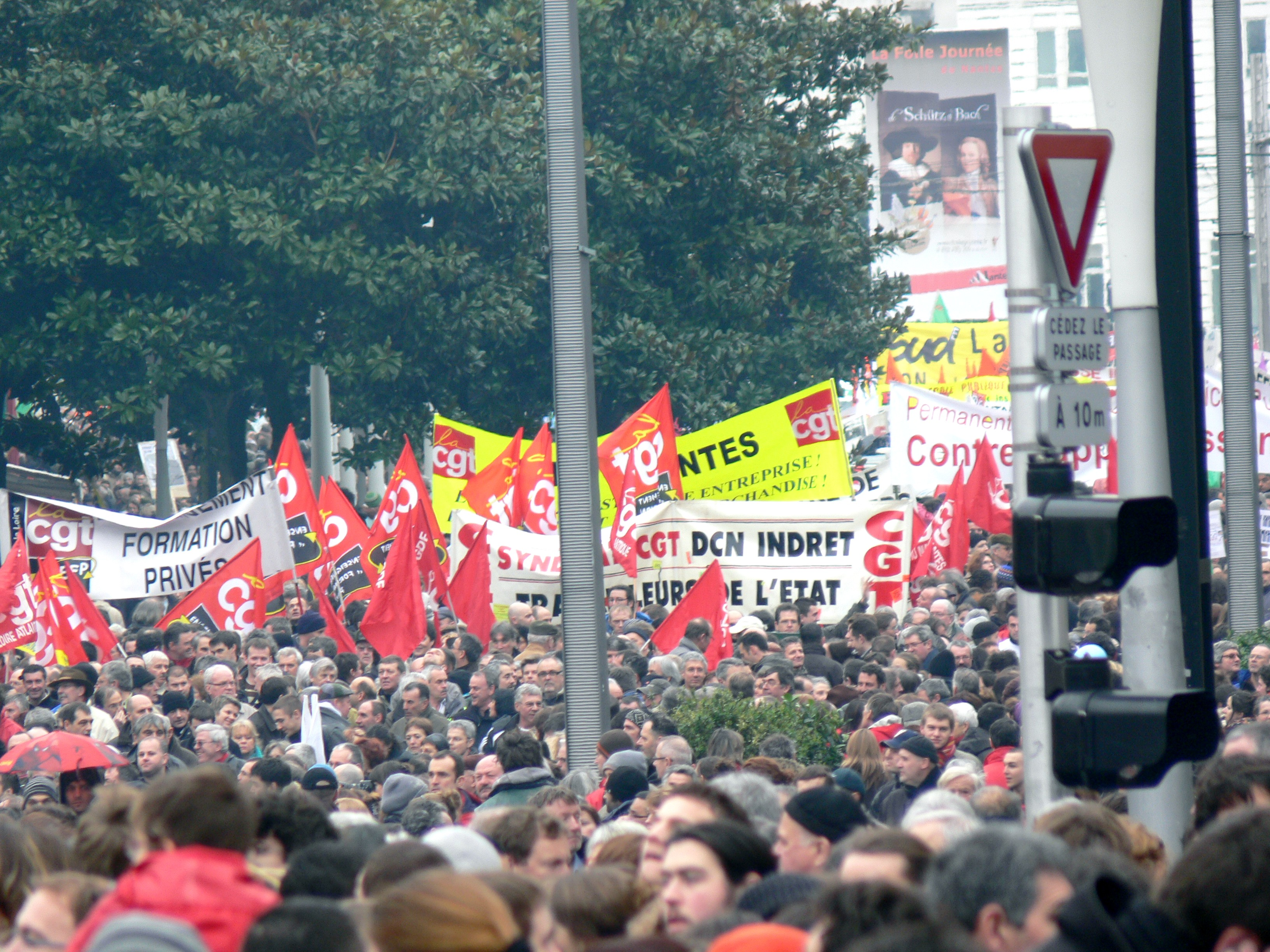
Manifestantes en Nantes, el 29 de enero de 2009, para la primera huelga general.

El 29 de enero, fue la primera gran huelga por la crisis, y por primera vez desde años, la movilización fue convocada por los ocho sindicatos oficiales. La huelga paralizó los transportes, incluso en los aeropuertos. También el paro afecto el sistema escolar y los hospitales. Más de un millón de personas (2,5 millones según los sindicatos, un millón para la policía) se volcaron a las calles de las grandes ciudades del país.
La gente quería protestar contra la supuesta falta de acción del gobierno para proteger empleos y salarios amenazados por la crisis económica, y también contra varias reformas, por ejemplo los recortes en educación, la nueva reforma judicial que podría amenazar la independencia de los tribunales franceses, la supuesta pérdida de libertades civiles y la privatización de hospitales y servicios postales. También había un descontento contra los bancos que recibieron un paquete de rescate multimillonario, mientras que a las empresas y negocios amenazados se les ofreció mucho menos. De hecho, los sindicatos sostenían que el paquete de estímulo del gobierno debía concentrarse menos en las empresas y más en la protección de empleos y poder adquisitivo de los trabajadores.
El 19 de marzo, Francia conoció otro jornada de huelga general y manifestaciones masivas contra la política económica del gobierno, es decir para reclamar a que detenga la supresión de empleos en el sector público, aumente el salario mínimo y anule los recortes de impuestos a personas de ingresos elevados. También los ocho sindicatos fueron unidos. De hecho, la tensión social había crecido con anuncios de despidos en grandes empresas a pesar de beneficios importantes. El 1 de mayo tuvo lugar la tercera gran huelga general del año.
Las protestas en ultramar

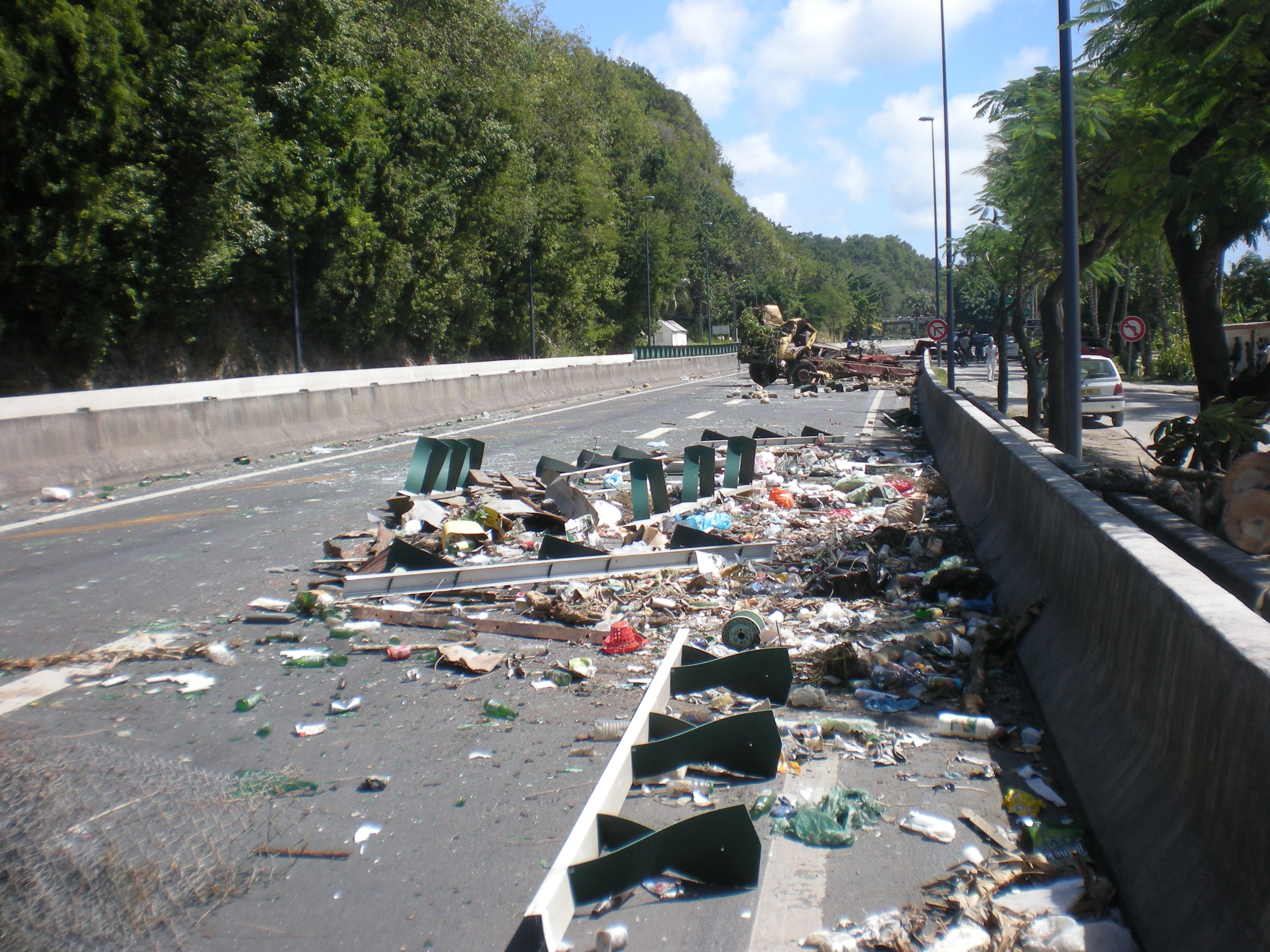
Bloqueos de autopistas en Guadalupe

En enero y febrero de 2009, una revuelta social estalló en Guadalupe, un territorio ultramar de Francia en Caribe. Las protestas contra la caridad de la vida se hicieron cada vez más violentes, con saqueos de comercios, incendios de automóviles y enfrentamientos de jóvenes con la policía. El conflicto se extendió a la vecina isla francesa de Martinica, también en protesta por el costo de vida. Estaba también una protesta de la población mayoritariamente negra contra la élite blanca de las islas. De hecho, la economía de esas islas está controlada por una élite de blancos que han mantenido privilegios coloniales sobre la población negra. Así la mayor reivindicación era los salarios.
Tras un mes de huelga general y de aumento de violencia, el presidente se involucró personalmente en la crisis, y se encontró con representantes de los departamentos franceses de ultramar. Prometió un plan de asistencia económica para los dos departamentos franceses de Guadalupe y Martinica, es decir medidas para mejorar la calidad de vida.
 Manifestaciones y secuestros

Señales de la creciente tensión social se manifestaron con varias manifestaciones antigubernamentales en empresas y fábricas afectadas por planes de despidos de personal. A partir de marzo de 2009, ciertos empleados retuvieron a gerentes de su firma para protestar por la supresión de empleos y reclamar nuevas negociaciones. También el 28 de marzo hubo protestas en París contra la cumbre del G-20 de Londres.

## La continuación de las reformas
Con la salida de la recesión económica, el ritmo de las reformas continuó, con medidas de menor amplitud que a comienzos del mandato. Sin embargo, fueron cambios con alto valor simbólico muchos de ellos fueron polémicos.
En esta nueva etapa del mandato presidencial, continuaron las críticas sobre la gestión personal del poder, ya que los medios siguieron criticando el voluntarismo excesivo del presidente. Fue criticado de nuevo por tratar de controlar el gobierno y la política doméstica, además de la política exterior, minimizando el rol del primer ministro. Por eso enfrentó niveles de impopularidad alto, con una confianza en baja regular a medida que se aprobaría leyes polémicas y que se presentaba proyecto impopulares, como el trabajo dominical, la reforma de la televisión pública, los debates sobre la identidad nacional, la ley antipiratería o el proyecto abandonado de tasa carbono.

### Medidas importantes
Aquí son algunos de los eventos y reformas importantes de la vida política del país entre finales de 2008 (salida de la crisis económica) y principios de 2010 (elecciones regionales y reforma del sistema de jubilación).
- Reforma de la constitución

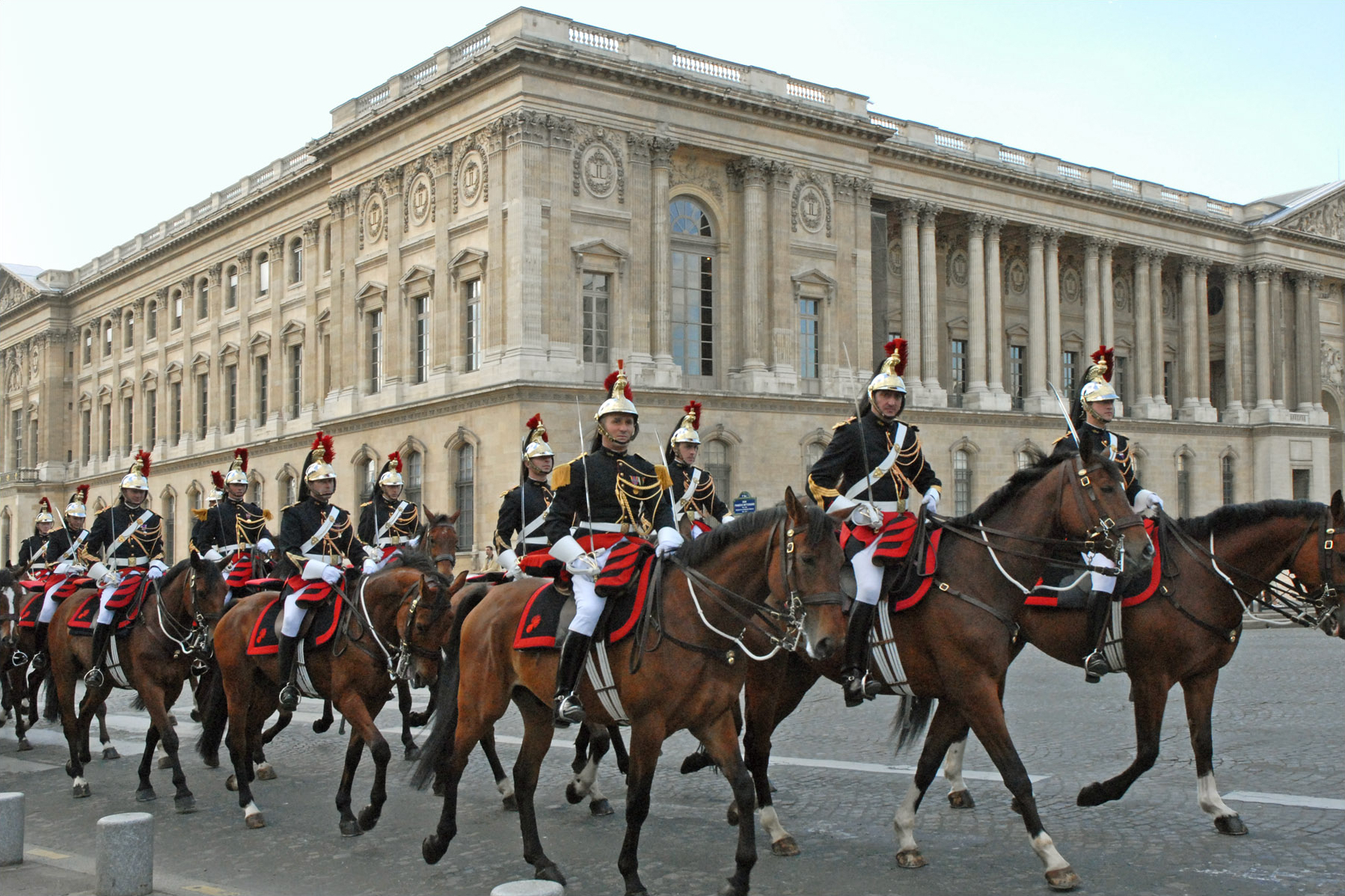
La guarda personal del presidente de la República desfilando delante del Palacio de Versalles el 22 de junio de 2009.

El 22 de julio de 2008, había sido aprobada una ley de reforma de la constitución francesa. La ley 1) impone un límite de dos mandatos al presidente 2) da al parlamento el poder de veto sobre algunas designaciones presidenciales 3) limita la posibilidad para el gobierno de imponer leyes por decreto 4) permite al presidente dirigirse al parlamento (dos cámaras reunidas) directamente para defender sus políticas. La medida representó una victoria para Sarkozy que hizo de esta reforma constitucional una de sus promesas de campaña. El objetivo era restablecer el equilibrio de poderes, otorgando más peso al parlamento y haciendo al ejecutivo más responsable frente a los legisladores. El 22 de junio de 2009, Nicolas Sarkozy se expresó por primera vez ante las dos cámaras legislativas desde 1873, reunidas en el Palacio de Versalles. La alocución fue boicoteada por algunos diputados comunistas y ecológicos para protestar contra las actitudes monárquicas del presidente. Además, un mes más tarde, el 26 de junio, Sarkozy fue hospitalizado tras un malestar vagal, lo que fomentó nuevas críticas sobre su modelo de gestión.
- Trabajo dominical

En diciembre de 2008, el gobierno presentó un proyecto de ley autorizando la apertura de varios negocios los domingos. La proposición trajo largo descontento, no solo de parte de los sindicatos, sino también de diputados y miembros del partido mayoritario. El objetivo de la ley era aumentar el número de horas de trabajo modificando una ley de 1906 que obligaba a cerrar la mayor parte de los comercios durante los domingos. A causa de la oposición virulenta de diputados, el proyecto original sufrió diversas modificaciones. La ley fue aprobada por la Asamblea el 15 de julio de 2009 y por el Senado el 23 de julio de 2009. Fue definitivamente aprobada el 11 de agosto de 2009. La ley solo permite la apertura dominical de tiendas y negocios en grandes ciudades y zonas turísticas.
- Reforma de la televisión pública

A mediados del 2008, el gobierno presentó una amplia reforma de la televisión pública, que acarreó una oposición virulenta de la oposición, de varios sindicatos y periodistas y de una larga parte de la población. La ley preveía 1) la supresión progresiva de la publicidad en las cadenas públicas (con supresión total dentro de tres años) 2) la posibilidad para las cadenas privadas de presentar más publicidad 3) una nueva tasa sobre los ingresos publicitarios y sobre los beneficios de las compañías de telefonía 4) los presidentes de France Télévisions y Radio France serán nombrados por el presidente de la república (en lugar del CSA). Después de meses de negociaciones y debates, la ley fue definitivamente aprobada en febrero de 2009.
- Gran París

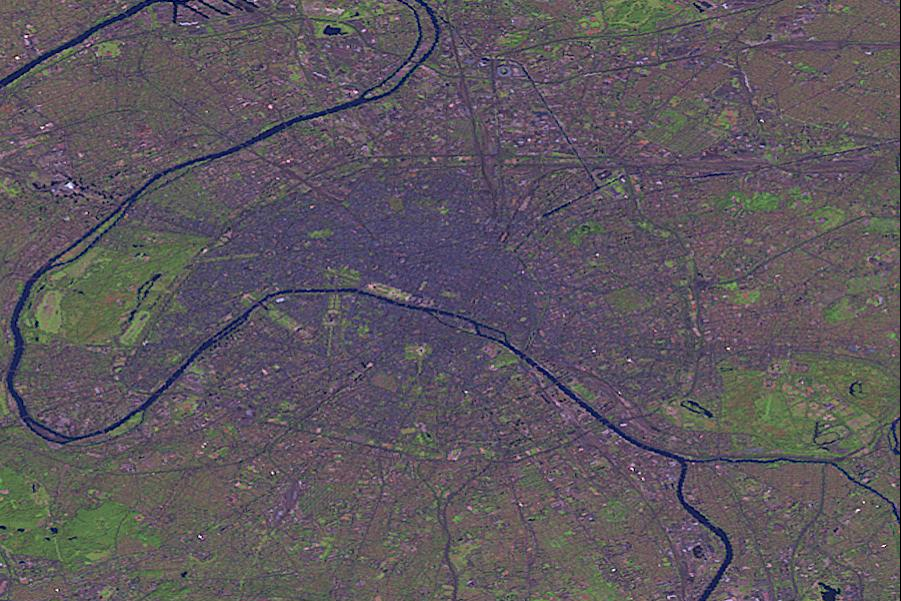
Uno de los objetivos del proyecto presidencial "Gran París" era reunir los suburbios de la capital con la ciudad intramuros.

En 2008, el presidente mandó a diez de los arquitectos mundialmente reconocidos que rediseñen el "Gran París", entre ellos Richard Rogers, Jean Nouvel y Christian de Portzamparc. El objetivo era hacer de la ciudad un modelo urbanístico y ecológico del futuro.
 A partir de las varias proposiciones, el presidente desveló en abril de 2009 un plan definitivo. El proyecto incluye la modernización del sistema de transportes del Gran París, con una nueva línea automática de metro que circule alrededor de París y conecte los principales polos de desarrollo económico y tecnológico.
 La ley fue aprobada por la Asamblea Nacional en diciembre de 2010, y por el Senado sólo en abril de 2010, a causa de las elecciones regionales. Fue adoptada el 3 de junio de 2010.
- Ley antipiratería

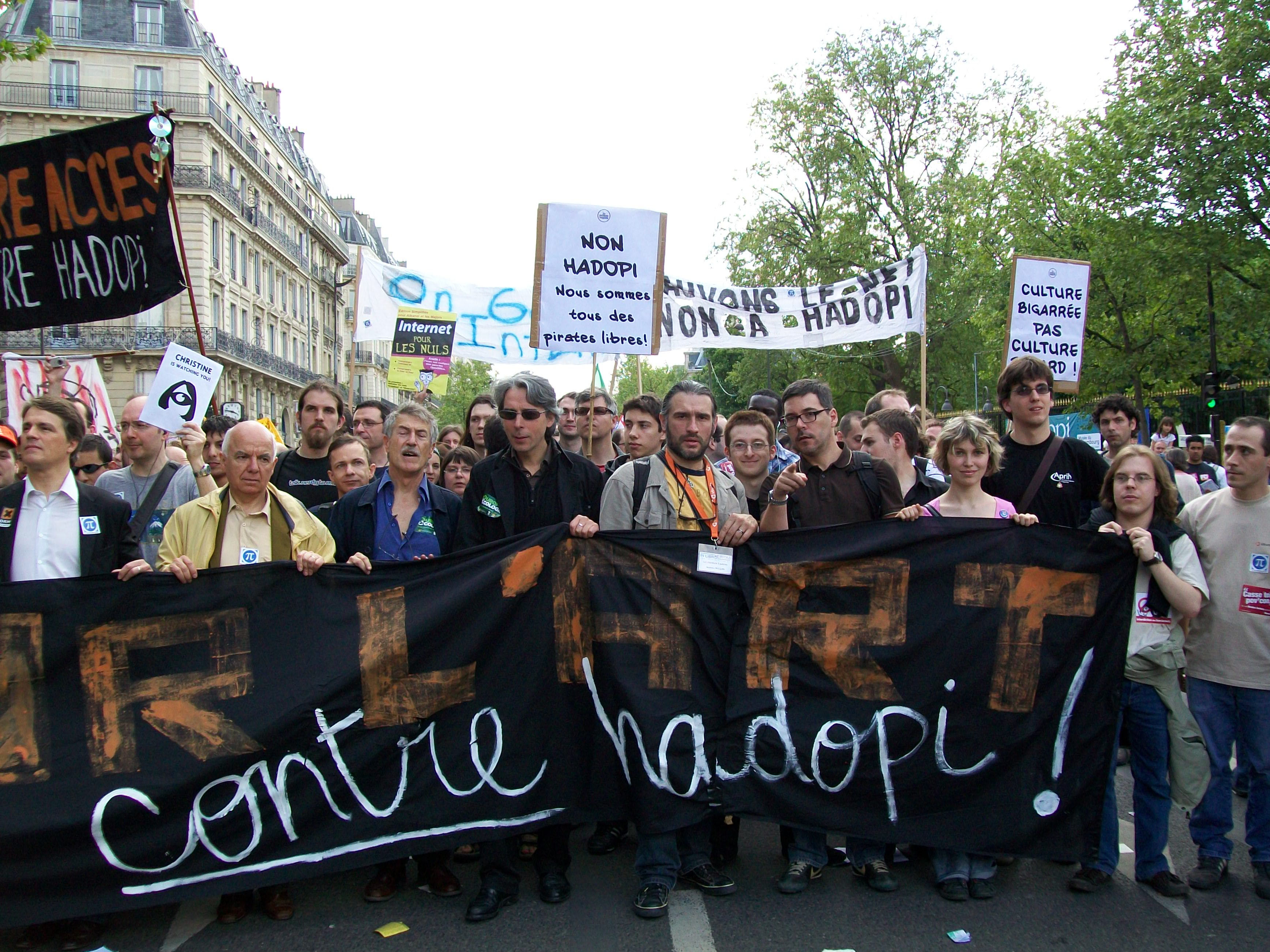
Protestas contra la ley HADOPI en mayo de 2009 en París.

En abril de 2009, el Parlamento comenzó debates sobre un proyecto de ley que pretende cortar la conexión internet a los usuarios que realicen descargas ilegales de música y películas en la red. La ley, llamada "Creación e Internet" implantaría un organismo administrativo llamado "Alta Autoridad para la Difusión de Obras y la Protección de los Derechos en Internet" (HADOPI en francés), encargado de prohibir el descargamiento ilegal de obras culturales en la red. Este organismo puede 1) identificar la dirección IP, porque los proveedores deben dar los datos personales del internauta 2) enviarle un correo electrónico de advertencia 3) suspender la conexión en caso de reincidencia y después de dos advertencias. El proyecto de ley fue criticado en nombre de la privacidad y de la libertad de los internautas. A causa de las polémicas sobre la privacidad de los internautas, la ley fue rechazada en su primera lectura por el congreso, porque varios diputados de derecha no estaban presentes para votar a favor de la ley. Fue aprobada por las dos cámaras el 12 de mayo,
 pero el Consejo Constitucional suprimió varios elementos del texto por ser anticonstitucionales. La ley fue promulgada el 12 de junio, y el 15 de septiembre se aprobó una ley adicional contra el crimen cibernético.
- Tasa carbono

En septiembre de 2009, el presidente Sarkozy presentó un nuevo impuesto sobre las emisiones de dióxido de carbono para luchar contra el cambio climático.
El proyecto inicial preveía una tasa sobre el petróleo, el gas y el carbón, aplicándose a los particulares y empresas, pero no se aplicaba a las grandes industrias que ya están sometidas al sistema europeo de intercambios de emisión, y a otras actividades como la agricultura. Buena parte de la opinión pública parecía oponerse a este nuevo impuesto, a pesar de promesas de rebajas fiscales paralelas. La ley fue aprobada, pero el voto fue anulado el 29 de diciembre por el Consejo Constitucional. El Consejo afirmó que la tasa establecía demasiadas exenciones - sólo el 93% de las emisiones industriales y menos de la mitad de las emisiones de gas de efecto invernadero siendo gravadas por la tasa, según el organismo - violando así el principio de equidad y careciendo de eficacia en el combate al cambio climático. La anulación fue interpretada como un revés para el presidente, porque había anunciado que era una medida revolucionaria. El gobierno anunció que presentaría un nuevo proyecto, pero en marzo de 2010, tras la derrota en las elecciones regionales, el primer ministro anunció que renunciaba definitivamente al proyecto.

- Comisión Stiglitz

En noviembre de 2009 Nicolas Sarkozy formó una comisión especial para medir el rendimiento económico y el progreso social, dirigido por los premios Nobel Joseph Stiglitz y Amartya Sen, y el economista francés Jean-Paul Fitoussi. La meta de esta comisión era dar proposiciones para medir la riqueza de un país por el bienestar de los ciudadanos en lugar y de la producción. La comisión publicó un informe denunciando las carencias del producto interno bruto (PIB), el indicador tradicional para medir la riqueza. El informe recomienda que los nuevos índices tomen en cuenta factores como la salud, el medio ambiente, la seguridad, la educación, las desigualdades, el patrimonio. La meta, a largo plazo, es modificar los sistemas de evaluación de la riqueza y luchar para que las organizaciones internacionales y los otros países modifiquen también sus métodos estadísticos.
- Gran Préstamo

En su discurso del 22 de julio de 2009 ante el Congreso reunido en Versalles, el presidente anunció el lanzamiento de un "Gran Préstamo" para financiar actividades estratégicas. Esa iniciativa era la aplicación (parcial) de las propuestas de la comisión Attali, que había publicado un informe en marzo de 2008. El préstamo es un plan de 35 mil millones de euros para sectores claves como la educación superior, la investigación y las energías renovables.

### Popularidad en baja del gobierno
Además de la impopularidad causada por el estilo sarkozista y las reformas polémicas, creció el descontento por los resultados logrados por el gobierno, que -según las encuestas- una mayoría de franceses juzgaba escasos, a pesar de las promesas de mejorar el poder adquisitivo de la gente. Las ayudas estatales durante la crisis no fueron suficientes, puesto que muchos sintieron que fueron los matrimonios los que pagaron por la crisis, en lugar de los financieros y los bancos, como lo mostraron las tres protestas masivas en las calles, cuando cientos de miles de personas de manifestaron en todo el país, en los primeros meses del 2009. Así la impopularidad no era nueva, pero se refuerzó con la creciente tensión social. El presidente también enfrentó una creciente inquietud dentro de su propio partido.
A pesar de todo, el partido presidencial ganó las elecciones europeas de mayo de 2009, ante una oposición muy dividida. Pero fue derrotado en las elecciones regionales de marzo de 2010.

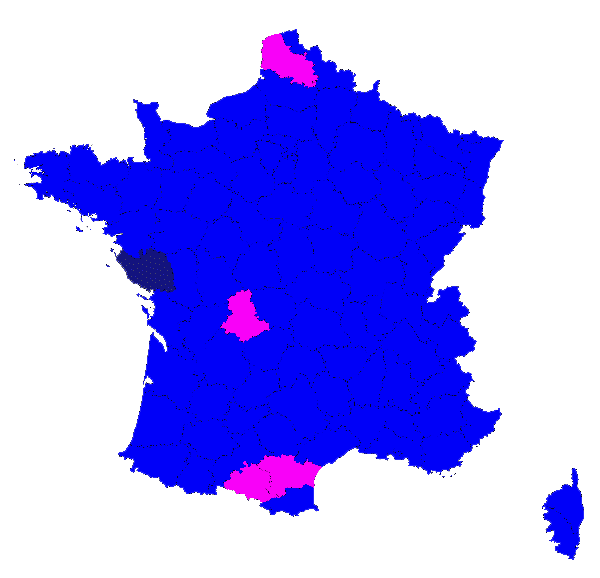
Resultados de las elecciones europeas de marzo de 2009.

#### Elecciones europeas (mayo de 2009)
En las elecciones al Parlamento Europeo de 2009, celebradas el 7 de junio, la UMP, partido del presidente, derrotó a los socialistas, mientras que los verdes del partido Europa Ecológica también salieron victoriosos. La abstención casi alcanzó el 60%. Los resultados de los grandes partidos fueron:

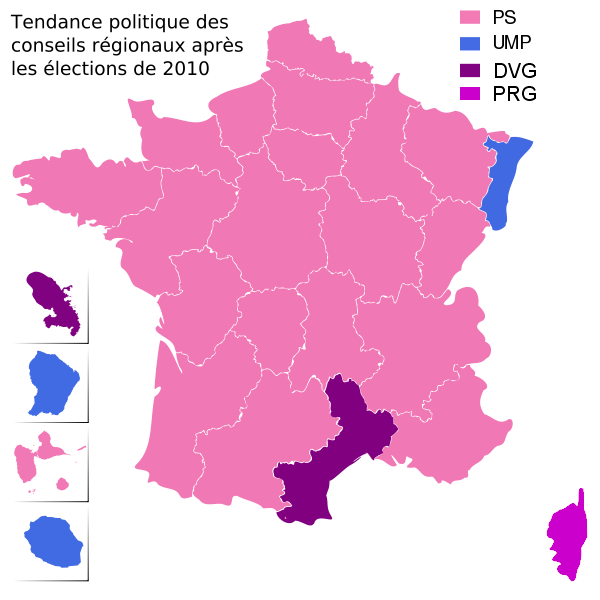
Resultados de las elecciones regionales de marzo de 2010.

- UMP: 27,9 % (29 de 72 escaños)
- PS: 16,5 % (14)
- Verdes: 16,3 % (14)
- Movimiento Demócrata: 8,5 % (6)
- Front National: 6,3 % (3)

#### Elecciones regionales (marzo de 2010)
En marzo de 2010 tuvieron lugar elecciones regionales, los últimos comicios antes de las presidenciales de 2012. En la primera vuelta, la oposición socialista obtuvo el 29,1% de los votos, contra el 26,2% para el UMP La coalición Europa Ecología se mantuvo como tercera fuerza política francesa con el 12,2% de los votos. Más de la mitad de los electores se abstuvieron (53,7%), un récord. El partido ultraderechista Front National obtuvo el 11,4% mientras que en las últimos comicios estaba en baja.
La segunda vuelta de las elecciones (en la cual todos los candidatos con más de 10% de los votos en la primera vuelta pueden mantenerse) confirmó la derrota electoral del partido derechista UMP. La UMP obtuvo un 35% a nivel nacional contra más de un 50% para la izquierda y 10% para el Front National, pero perdió en 21 de las 22 regiones de Francia, solo ganando en una región. Comparativamente a la situación anterior, perdieron una región, ya que los socialistas ya controlaban 20 regiones desde 2004 contra dos para la derecha.
Causas y consecuencias del fracaso electoral
- A pesar de que las regiones se ocupan de temas muy distintas de las del gobierno, los comicios fueron vistos con un fracaso del presidente y del primer ministro, y como una reanimación de la oposición, que hasta las elecciones se veía dividida y débil. El buen resultado del Front National y la tasa de abstención registrada en las dos vueltas, la mitad de los votantes, fueron vistos como otros señales de descontento.[194][195][196] El índice de popularidad del presidente antes de las elecciones había caído por debajo del 35% (más del 60% de decepcionados), el más bajo desde que asumió el cargo. El fracaso electoral de la UMP se debía también a un contexto económico difícil, con una economía que sale lentamente de la recesión y una tasa nacional de desempleo que llega a 10%.[197][198]
- Un día después de los comicios, Sarkozy remodeló su gabinete: el ministro de Trabajo Xavier Darcos (que sufrió una importante derrota electoral en su propia región) abandona el gobierno y deja su puesto al ministro del Presupuesto Eric Woerth que así debe llevar a cabo la reforma del sistema de pensiones. François Baroin, exministro y hombre de confianza de Jacques Chirac vuelve titular del Presupuesto, Cuentas Públicas y Reforma del Estado. Georges Tron, un aliado del ex primer ministro Dominique de Villepin, ocupa la Secretaría de Estado encargada de la Función Pública en el Ministerio del Trabajo.[199]
- Los sindicatos convocaron a un paro en el transporte público y en las escuelas, así como manifestaciones en toda Francia para protestar contra los planes reformistas del gobierno.